# Boocksee
Der Boocksee liegt westlich des Ortsteils Liepen der Gemeinde Thelkow im Landkreis Rostock. Der See hat eine Nord-Süd-Ausdehnung von etwa 390 Metern und eine West-Ost-Ausdehnung von etwa 170 Metern. Das südliche Seeufer wird durch einen etwa 10 Meter hohen Hang gebildet, der mit Nadelwald bestanden ist.